# Arte oggettiva
Con il termine arte oggettiva si intende una forma di arte capace di avere sul fruitore un effetto indipendente dalla sua soggettività, psicologia o cultura di provenienza (un effetto oggettivo appunto); realizzata consapevolmente ed in accordo a princìpi tali da permettere di raggiungere tale effetto.

## Secondo Gurdjieff
Secondo il mistico di origine armena G. I. Gurdjieff, l'arte occidentale contemporanea è soggettiva, nel senso che ad esempio nel caso della pittura, "un pittore moderno può sentire la propria arte, può crederci, ma voi vedete le sue opere soggettivamente: a uno piacciono, all'altro no". L'arte orientale antica, al contrario, era realizzata in base a una conoscenza tale da provocare un effetto univoco su ogni individuo. Gurdjieff riporta l'esempio di realizzazioni architettoniche  visitate in Persia e Turchia, in particolare una costruzione che induceva nelle persone che vi entravano uno stato d'animo che le portava al pianto. L'osservazione prolungata confermò che l'effetto era lo stesso su persone della più disparata provenienza: "Tutti coloro che entravano in quelle stanze, giovani o vecchi, inglesi o persiani, di qualunque formazione o cultura, si mettevano a piangere. [...] l'architetto possedeva una conoscenza reale, e la sua costruzione era matematicamente in accordo con essa, [quindi] il risultato era sempre il medesimo". Anche nel caso della musica, Gurdjieff verificò che "accordando degli strumenti musicali e combinando i suoni in un certo modo", si otteneva lo stesso risultato su chiunque, "l'unica differenza era che una persona si dimostrava più sensibile, un'altra meno".

## Secondo Osho
Secondo il mistico indiano Osho, la differenza tra arte soggettiva ed arte oggettiva è che "arte soggettiva vuol dire che tu riversi la tua soggettività sulla tela – i tuoi sogni, le tue fantasie. È una proiezione della tua psicologia. La stessa cosa accade in poesia, nella musica, in tutte le dimensioni della creatività". L'arte oggettiva invece è realizzata da chi "non ha nulla da buttar fuori, è del tutto vuoto, pulito", nasce cioè da una dimensione di meditazione.
"In India ci sono statue davanti alle quali puoi sederti e meditare. [...] Sono state fatte da meditatori in modo tale, con tali proporzioni che solo guardarle, osservare la figura, la proporzione, la bellezza... Tutto è stato calcolato al millimetro per creare uno stato di meditazione dentro di te".